# Richard Dennis
Richard Dennis (* 9. Januar 1949 in Chicago) ist ein ehemaliger Rohstoffspekulant mit dem Spitznamen „The Prince of the Pit“. Berühmt wurde er mit den Ausspruch „Man kann Trader züchten wie Schildkröten in Singapur“, was er in einem Experiment mit seinem Freund und Geschäftspartner, dem Mathematiker William Eckhardt, auch zu beweisen versuchte.

## Leben
Bereits mit 17 Jahren arbeitete Dennis als Laufbursche an der Börse in Chicago (Chicago Mercantile Exchange). Da er selbst nicht handeln durfte, kaufte sein Vater für ihn Aktien. Das Geschäft war aber kein Erfolg. Mit 21 Jahren begann er an der DePaul University in Chicago Philosophie zu studieren (Abschluss 1970: Bachelor of Arts), später bekam er ein Stipendium für die Tulane University in Louisiana. Aber mit 23 Jahren kehrte er nach Chicago zurück und lieh sich 2000 USD, um wieder an der Börse (Mid America Exchange) zu arbeiten. 1600 USD kostete der Platz, und mit dem Rest spekulierte er. Und er hatte Glück: es war das Jahr 1972, und er beobachtete, dass die Kornpreise trotz steigenden Angebots weiter stiegen. Grund waren die Russen, die nach Missernten auf dem Weltmarkt Getreide im großen Stil aufkauften. Es ging in die Geschichte ein als "Great Russian Grain Robbery". Mit 25 war Dennis Millionär, und 1980 waren es bereits 400 Millionen.
Der Traum endete am 19. Oktober 1987, als er sich beim Börsencrash verspekulierte, der Dow-Jones-Index verlor ca. 22,6 %, Dennis und seine Fonds sehr viel Geld. In einem Prozess kam es 1990 zu einem Vergleich, bei dem er 2,5 Millionen USD zahlte. Er ging eine Zeit lang in Pension und kam 1994 mit einem computergestützten Handelssystem zurück. Im Jahre 2000 ging er erneut in den Ruhestand, sein Fond hatte um 50 % verloren.
Privat hatte er häufig für politische Parteien gespendet und war im Vorstand des Cato Institutes. Hier veröffentlichte er 1991 den Essay Toward a Moral Drug Policy.

## Die Turtle-Trader
Zusammen mit seinem Freund William Eckhardt machte Dennis 1983 ein Experiment: Kann man das Spekulieren lernen oder ist es eine Begabung? 10 Freiwillige wurden binnen 14 Tagen zu Börsenspekulanten ausgebildet und sollten jeder mit 1.000.000 (echten) USD an der Börse spekulieren.
Die beiden schalteten Anzeigen in der New York Times und der Washington Post. Aus 1000 Bewerbern wurden 10 herausgesucht und in 14 Tagen ausgebildet. Ihre Spannbreite reichte vom Schachgroßmeister bis zum 19-jährigen Schulabgänger (Curtis Faith). Im Durchschnitt machten die von Dennis als Turtles bezeichneten Teilnehmer 80 % Gewinn.